# サムライうさぎ
『サムライうさぎ』は、福島鉄平による日本の漫画。『週刊少年ジャンプ』（集英社）において、2007年14号から2008年33号まで連載された。

## 概要
15歳の下級武士の夫婦を軸にした時代劇・少年漫画作品。『赤マルジャンプ』にて特別編が公開された。連載話数の単位はタイトルの「うさぎ」にちなんで「第○羽」。単行本は全8巻。
下級武士の視点で江戸時代の武家社会が描かれている。基本的に、物語は主人公のモノローグ（独白）によって進行する。
上級武士が権威や規範としている「武士道」というものを懐疑的に描いている。主人公が出会う人物たちの価値観についても、深く知る程にその裏側が明らかになって、それが笑いや話のオチ、時には登場人物の葛藤の原因となる様な構成になっている。現代の日本語による軽い台詞回し、2000年代の若者言葉さえも積極的に取り入れられている。
江戸時代の風物については都度解説が挿入されているが、「侍」を題材に扱ったマンガでありながら、時代考証は曖昧で正確とは言い難い。
本作ではうさぎがたびたび描かれている。志乃がお面の為にデザインした耳の垂れたうさぎのキャラクターが、表紙のイラストや道場の看板としても登場している。作中やイラストには生き物のウサギも登場しており、一般的な耳の立った姿で描かれている。また、用語の解説の為に挿入される「かいせつうさぎ」のキャラクターの耳も立っている。

## あらすじ
時は江戸時代。士農工商の身分制度の頂点という位置とは裏腹に、多くの侍は縦社会の圧迫や体面にとらわれて厳しい生活を送っていた。立派なサムライを目指す宇田川伍助は、理不尽な理由から父と兄を次々に失い、家を継ぎ上司の機嫌を気にしながら働いていた。だが先輩の紹介で志乃と結婚し、出世して妻を楽にさせてやるため剣術道場で腕を磨いたりと、大変ながらもそれなりの日々を過ごす。しかし、身に着けた剣術が身分の差のために他人の昇進の踏み台にされる現実を知り絶望する。悔しさに思い悩む日々の中、志乃の見せた自由奔放な姿や言動から、窮屈な侍の世界に見切りをつける。志乃のため、自分のために、くだらない体面・見栄からの自由を目指し、「うさぎ」になって天下一の剣術道場を開くことを決意する。

## 登場人物
なお、登場人物の年齢は数え年での年齢であるので、実年齢は〈記している年齢〉－〈1歳〉。

### 宇田川家
宇田川 伍助（うだがわ ごすけ）
使用刀:朱塗兎大小拵 / 兎咬（しゅぬりうさぎだいしょうこしらえ / とがみ）
本作の主人公。宇田川家の当主。志乃の夫。作事方物書を務める御家人。
年齢15歳。身長約五尺四寸（162cm）。年収は二十俵三人扶持。決して裕福ではない。また、役職の都合上、だいたいの書体は読むことができ、自身も筆の腕前は一流である模様。一人称は「オレ」で、ややかしこまった話し方をする。次男だったため家を継ぐ予定はなかったが、父と兄が次々と切腹を命じられ、結果的に当主となった。父や兄の末路を教訓に、体面を気にして神経をすり減らす毎日を送る。先輩の紹介で志乃を嫁にするが、性格に劣等感を持っている・生活が苦しい事を、彼女に申し訳ないと感じている。その様な生活から脱して昇進するため、幼い頃に嗜んでいた剣術の腕を上げようと剣術道場に入門し、そこで自らの剣術の才能に気付く。その後、剣術道場の主や門下生が俗物だと知り落ち込むが、志乃の言葉を受けて立ち直り、「うさぎ道場」を開くことを決意する。
「15歳」という年齢は極めて若いが、その当時から見れば元服（成人）である。父と兄の他界により、元服後間もなくして宇田川家の当主になった為、背伸びをして生きているように描かれている。その一方で、まだ少年らしい感情を多く持っており、門弟の千代吉と同様に喜怒哀楽の激しい豊かな人間性を持つ。
流派は自ら生み出した「うさぎ流剣術」。元々才能があったせいか、剣術の腕前は達人級であり、木製の橋を刀で切り落としたり、真剣を持った20人あまりの剣術道場の門下生を鞘ぐるみの剣で倒すなど、かなりのものである。
「朱塗兎大小拵」は清比人がうった伍助の刀。元々は良成にもらったもの。刃が全く研がれていないので、相手を「斬る」ことはできない。刀本来の役割を考えるとナマクラでしかないのだが「伍助に最もふさわしい刀」として、周りも本人も納得の一振り。
宇田川 志乃（うだがわ しの）
伍助の妻。年齢15歳、身長約五尺二寸（155cm）。伍助の先輩の妹で、兄である摂津正雪の仲介で宇田川家に嫁ぐ。性格は明朗闊達で自由奔放かつ少々無軌道。一人称は「あたし」で、夫や門弟をあだ名で呼ぶなど、くだけた言葉遣いをする。夫の伍助を友達のように接し「ごっちん」と呼ぶなど精神的にはまだ幼く、「武家の妻女にふさわしい娘」と聞かされていた伍助を驚かせる。また、その幼さからか布団を並べて寝たのは結婚初夜のみである（この後は一緒に寝るようになった）。しかし、夜寝ている間に忍び泣きをするなど、無邪気かつ能天気なだけではない一面も見せる。身分にとらわれない考え方で、伍助の生き方に影響を与える。
かつて講武館師範代の松山桐之進を夫に持っていたが、それは桐之進が周囲へ見栄を張る為の形だけの結婚に過ぎず、「自尊心を傷付けようとするものなら殺されるのではないか」と思うぐらいに脅されていた。兄の立場を慮って一年間も愛のない結婚生活に耐えて来たものの、遂に縁切寺へ駆け込んで離縁する。夜中の忍び泣きもこの頃の記憶によるものらしかったが、伍助と共に松山との関係にケリをつけて以降はそれもなくなった。だが、その後も講武館に対するトラウマは残っている。
好きな動物はうさぎで、好物は蕎麦。幼くして家事は得意らしく美味い料理を作っており、兄の知らぬ間にいつのまにか身に付けたと言う。家計の足しにするためうさぎの面作りの内職をしている。内職で作ったうさぎの面は自分でも被っていることが多い。
宇田川 喜兵衛（うだがわ きへえ）
宇田川家の先々代当主。伍助の父親。故人。
「マゲを結わぬ武士など武士にあらず」という信条のもと、苦肉の策で禿げた頭に海苔を乗せ城に行くが、「フザけた頭で城に来た」という理由で切腹を命じられる。この事件が、伍助に「のちょげ（海苔ちょんまげ）の息子」という不名誉なあだ名を招く事となった。禿げた理由は伍助との稽古で頭を叩かれまくったせいらしい。
伍助の兄（名前不明）
宇田川家の長男で先代当主。故人。
父親が亡くなった後に家を継ぐが、ハエを追い払っていた動作を上司に誤解されてしまい、理不尽な理由により切腹を命じられる。
伍助の母（名前不明）
夫と長男を相次いで亡くした後、故郷の紀州で療養している。この為、伍助が志乃と結婚した時には江戸に居なかった。伍助や志乃と手紙をやり取りしていたが、その後、療養を終えて伍助と志乃と共に暮らすため江戸に戻ってきた。
宇田川伍兵衛（うだがわ ごへえ）
宇田川家の先祖。
戦場で逃げ回っていたという。伍助の母に「宇田川家は大した事ない家」といわれる所以。
宇田川ミツキ（うだがわ ミツキ）
伍助と志乃の一人娘。
顔貌は母親志乃に瓜二つだが、前髪・額付きと強気な性格は父親伍助を彷彿とさせる。自立して飴屋を経営していたが、マサツネに諭され道場をひらく。

### 道場

#### うさぎ道場
摂津 正雪（せっつ まさゆき）：使用刀・黒札（くろふだ）
うさぎ道場の門弟。志乃の兄。伍助の先輩であり義理の兄。作事方同心。
年齢22歳、身長約六尺一寸（182cm）。冷静で飄々とした性格。伍助に助言をする兄貴分的な存在。女好きで、よく茶屋（遊里）に通っているが、意外と妹思いな面もある。めんどくさいことは苦手でとことん避けようとする。また、親を早くに亡くしていることから料理も得意である。酒にはあまり強くないらしく、たまに酔っ払った姿がみうけられる。根本が善人で仲間想いなため憎めない人物。
かつて「ヒグマ道場」の門弟時代は寝る間も惜しんで人一倍の努力を繰り返していたが、剣の才能には恵まれず長い間一度も勝利することができなかった。そのことは自分が一番よく知っており、その後突如うさぎ道場を辞めると切り出したのも、己の才能のなさゆえに仲間に迷惑をかけることを嫌ってのことだった。しかし千代吉や薄雲に後押しされ、ケジメをつけるために鰐渕が企画した手合せに参加、その後再びうさぎ道場に戻った。後に流人の一人・鳳との試合で人生初の勝利を収めることになる。前述通り剣の才能は無いが、毎日行っていた鍛錬に裏打ちされた筋力は大人2人を軽々持ち上げる。
「黒札」は清比人がうった摂津の刀。巨大な黒刀で、重量感があるため扱いづらい。闇雲に振り回しても当たらないため、筋力以上に『相手がどこを攻撃してくるか』を予測する洞察力が必要となる。
うさぎ道場が講武館に勝ち、時代が明治へと変わったときには薄雲と結婚しており、二人で飲み屋を営んでいる。
名字はブライアン・セッツァー、名前は由井正雪に由来する。
千代吉（ちよきち）：使用刀・七菜鍬（なななしゅう）
うさぎ道場最年少の門弟。七菜（ななな）村出身の少年。
年齢12歳、身長約五尺三寸（158cm）。うさぎ道場にて一番門下生である。行き倒れて餓死寸前だったところを加代に助けられ、そのまま村に住み着き若くしてナナガミの神官を務める。村のトラブルを解決してもらうため伍助に弟子入りしたが、解決後も伍助のことを慕っている。うさぎ道場に入門する前からナナガミへのお供え物を盗賊などから守ったりするなどしていたため腕は最初の頃からなかなかのものであった。伍助、摂津、マロとの絡みはよく見られるが、穂波や風間と話をする機会は比較的少ない。マロとは一番絡みが多く、道場でも試合をするのはマロとするのが一番多い。語尾に「っス」をつけるのが癖。伍助曰く「一番まともそうな弟子」。実際真面目で純粋な性格であり、それ故伍助に代わって仲間たちを鼓舞する場面もよくみられる。志乃には「ちよっち」と呼ばれている。試合の時は鍬を模した竹刀を使用する。
ナナ菜の味に関しては、千代吉も最初に口にした時から「不味い」と思っていた。しかし、命の恩人である加代の手前もあり言えずにいたようである（もっとも、加代も不味いと言っていた）。七菜村でのトラブルの後も、たまにだが特殊な効果を持つ「七菜シリーズ」を登場させている。
「七菜鍬」は清比人がうった千代吉の刀。一見すると鍬のようだが歯の部分が刃になっており（備中鍬に近い）、土を掘るのに適している。普通の鍬としても使用可能。
うさぎ道場が講武館に勝ち、時代が明治へと変わったときには加代となな菜酒造を営んでいる。摂津の飲み屋にも酒を卸している。
- 七菜流鍬術（なななりゅうしゅうじゅつ）
  - 石雨（いさめ）
    - 鍬で地面を削り、土の中の固い石を相手にぶつける技。適当に地面を削っているわけではなく、畑仕事に精通し土を見る目を持つ千代吉だからこそ可能な技。

  - 土竜隠（もぐらがくれ）
    - 地面に無数の穴を掘り、様々な場所から相手をかく乱・攻撃する技。

  - 風雲七菜城（ふううんなななじょう）
    - 七菜流鍬術奥義。地中に巨大な土の城を築き上げる。どのように相手を攻撃するかは不明。

本間 魯山（ほんま ろざん）
使用刀・天掌絶刀羅神元（てんしょうぜっとうらしんがん）
うさぎ道場の門弟。大名本間家の嫡子。通称・マロ。
年齢17歳。眉毛が異様に短い。極度の無口で、天然な所も持ち合わせている。しょっちゅう剣の構え方が変わる。志乃には「マロマロ」と呼ばれている。いつもは埋立地や墓地にいるらしい。身長が異様に低く、登場回数を重ねるごとにどんどん小さくなっていった。摂津曰く、「人間かどうかも怪しい」とのこと。
本間流剣術を体得し、母・おりうを喜ばせた存在として、弟・良成の憧れの存在でもある。集団でかかってきたヤマネコ道場勢を一気に蹴散らすほど強い。自由な交流を望んでうさぎ道場に入門した。大名家の嫡子なので自分の言うことが全て命令だと受け取られてしまうのを恐れ、喋ることを控えていた。喋る時もほとんど聞こえないような音量で喋る（解説うさぎの説明が入るほど）だが、怒ると普段からは想像もつかない大声で怒鳴りつける。ただし手紙では自分の思いをしっかりと表現することができ、敬語などの文法・句法も完璧である。尾牙鰆流の行書を好んでいる模様。「ちゅるーん」という擬音と共に他人の懐の中に滑り込む術も持っている。現在、本間家の屋敷には帰っておらず、うさぎ道場を寝所代わりにしている模様。ゴミ捨て場をあさって食事を済ませたり、道端で大道芸じみたことをして食費を稼いだりしている。
「天掌絶刀羅神元」は清比人がうったマロの刀。刀身が剣先ほどしかない極短い刀である。そのため慣れないと攻撃が当てづらいという欠点があるが、縦方向に回転して突進することで、絶大な破壊力を生み出す。また、刀身、鍔共に非常に硬いため、小柄なマロにとっては体のいい盾となる。
うさぎ道場が講武館に勝ち、時代が明治へと変わったときには良成としゃちほこ財閥を興し成功している。少しは喋るようになったらしい。
- 獄殺本間流剣術（ごくさつほんまりゅうけんじゅつ）
  - 蛇活疾歩（だかつしっぽ）
    - 獄殺本間流剣術奥義の一つ。文字通り蛇のように素早くしなやかに動く移動術で、前述の「ちゅるーん」はこの技。他の「くるくるー」と回転したり、「ぶんぶーん」と両手で刀を振り回したりする技もこの剣術であるという。

  - 螺旋漆黒（らせんしっこく）
    - スズメ戦でマロが編み出した新奥義。従来の横回転ではなく縦回転での突進技で、天掌絶刀羅神元との相性も重なり高い威力を誇る。

  - 螺旋絶無（らせんぜつむ）
    - スズメ戦でマロが編み出した新奥義。突進の勢いで壁を蹴る事により、あらゆる方向から螺旋漆黒を出し続ける技。

穂波 多助（ほなみ たすけ）
うさぎ道場の門弟。異名は「神速の居合い」
年齢16歳、身長約五尺五寸（165cm）。摂津正雪の頼みで入門する。恋愛には奥手。モチ肌。「女の子みたい」と言われたことがある。志乃からは「ほなみん」と呼ばれる。
生まれて一度も髪結所に行ったことがないらしいが、町で喧嘩を吹っ掛けてきた相手に、わざと髪にかするように見切ることで、それを調髪代わりにしている。
講武館の元門弟。当時、百舌九と戦って惨敗している。その後は講武館の門弟たちの傍若無人ぶりに業を煮やし、自ら門弟を辞めた。「講武館に入ってよかったことは、羽織を貰えたことだけ」と漏らしている。うさぎ道場が講武館に勝ち、時代が明治へと変わったときには仕事が自由に選べるようになったため同心になった。
風間 反蔵（かざま はんぞう）
うさぎ道場の門弟。
年齢19歳、身長約六尺三寸（190cm）。摂津正雪と縄のれん（居酒屋）で会い、道場に入ってほしいと頼む彼の態度に感嘆し、入門する。伍助のことを「伍っさん」と呼ぶ。自分にしかわからないような言葉をよく使う。記憶力は悪い。天然の面があり、一度寝ると何があってもなかなか起きない。志乃からは「風（ふー）さん」と呼ばれる。ガラは悪いが友情を大事にする性格で、一度交わした約束を破ろうとしたり嘘をつこうとすれば仲間であろうと烈火のごとく怒る。幼い頃いじめっ子に独楽を盗られたことがきっかけで強くなることを目指した。七菜酒を愛飲している。
一応刀は携えているのだが、戦闘では専ら素手で戦う。そのため、清比人からも「（刀は）あるだけジャマ」と言われた。本人曰く「風間流合気道」なのだが、単なるケンカ殺法にしか見えない。
うさぎ道場が講武館に勝ち、時代が明治へと変わったときには用心棒となっている。長髪で全身傷だらけ、筋骨隆々になっている。

#### 講武館
清木 清左衛門（きよき せいざえもん）
江戸幕府御目付役。講武館の師範。
年齢28歳、身長約六尺（180cm）。達観した雰囲気を持ちながらも、武家に生まれた者は町民・農民の手本になるべきと考え、それに恥ずべき行動をした者を斬り捨てる行為を"巡回"と称し行うなど、非常に偏った武士道を持っている。規則には厳しく、角を直角に曲がらなかっただけで刀を突き付けるほど。伍助の志乃への思いを聞き、彼自身に対しては「まだ若さゆえに思慮が浅いが、道場は成長するであろう」と言い残し、講武館に戻って、うさぎ道場に危険度"十"を示す黒旗を立て、道場が成長して初めて叩くことを門弟たちに知らしめる。若い頃は伍助と似たような思いを抱いていたらしい。
うさぎ道場が講武館に勝ち、時代が明治へと変わったときには甲斐に移り住んでおり、マサツネという子供をもうけている。マサツネは自らの屋号を白狐屋としており、甲斐から江戸に出てきた際にはミツキの隣に引っ越してきて、江戸随一の仕立て屋になると言っている。
松山 桐之進（まつやま きりのしん）
江戸幕府の書院番士。講武館の師範代。志乃の元夫。
年齢19歳、身長約五尺七寸（172cm）。知行800石で将来を有望視されているが、相手の頭を軽くはたいたりし、遊里で金をたくさんばら撒くなど、陽気で気取らない性格を装っている。しかし、それはあくまでもポーズだけで、性根は歪んだプライドの塊であり、尊厳を傷つけた相手を容赦なく斬り殺すなど、極めて残忍な人物。本質的には自分を良く見せる為に他人を出汁に使う卑劣漢で、かつて志乃を娶ったのも周囲に対する見栄に過ぎなかった。
冷たい結婚生活に耐えかねて逃げ出した志乃が再び結婚したという事を知り、接触を図ってくる。その後、道場に乗り込んできた伍助と相対し、不意打ちで傷を負わせたものの一撃で倒される。そしてのびていた所を門弟らに発見され、切腹を迫られるものの、門弟らを切り殺して逃走し、人相書きとなった。
乾（いぬい）
講武館の門弟。
長髪の男で、清木の考えに心から賛同している。かつて流人たちを捕える際に穂波らと共に戦いに赴いている。身分の低いものは徹底的に軽蔑しているが、戦闘においては物陰に隠れているだけの卑怯者。
白髪の門弟
名前は不明。講武館の門弟の一人
乾ともに清木の近くにいることが多い。乾同様清木の考えに賛同しているが、乾のあまりの崇拝ぶりにあきれていることが多い。
菅谷（すがや）
講武館の門弟。
額に大きなバツ印の傷がある。最初は素行が悪いと見なされた武士を、泣きながら斬っていたが、その後次々と武士達を斬り捨てていくうちに性格が変わり、清木に認めてもらうために少しでも素行が悪いと見なした者は容赦なく斬り捨てるという残忍な性格になった。清木からは有望視されている。
道場主の素行吟味のために伍助のところを訪ね、伍助本人には特に問題がなかったため、来客を知らなかった志乃を見つけ、清木のために斬りたいがあまり、その態度を「無礼だ」と決めつけ、斬りかかろうとしたところ、伍助に「無礼はそちらである」と止められたところ激昂。満身創痍の伍助を追い詰めたが、伍助に一瞬のすきを突かれ殴り飛ばされた。その後、駆け付けた清木たちに気絶したまま戻されたが、最終話で登場しているため切腹せずに済んだ模様。
直助（なおすけ）、伴四郎（はんしろう）
講武館の門弟。
伍助が買い食いしているところに「武士のすることではない」と、言い斬りかかろうとしたところ返り討ちにあう。その後、自ら切腹。

#### 連兵館
岩破 隆兵（がんば りゅうへい）
連兵館の師範。左眼に大きな傷を持つ大柄な男。
礼儀正しい性格で鰐渕にも気に入られた。講武館と幕府お抱えの座を最後まで争ったことでも知られている。大会の1回戦で優勝したうさぎ道場を見て、武士は自分ではなく人を思うことができるべきだということを学び、うさぎ道場との手合せを鰐渕に申し出る。しかし突如道場に現れた流人たちにより門弟たちが襲撃を受けてしまう。
磯野 拳兵（いその けんぺい）
連兵館の師範代。
岩破とは気の合う仲で、その強さは穂波曰く「岩破と並び、伍助より二段上」。流人たちの人質となっている。

#### ヤマネコ道場
阿倍 定ノ丞（あべ さだのじょう）
小普請組。ヤマネコ道場の師範。
右目に猫型の眼帯をしている。恋人のサユキとのデレデレぶりは周りをイライラさせるが、剣の腕は確かなようであり、現に蝶番が外れて落下したうさぎ道場の看板を、二刀流と見られる剣術によって一瞬で切り刻んだ。うさぎ道場の看板を猫に作り変えて、自分の道場と5対5の勝ち抜き戦を行うよう宣戦布告を行う。
江戸の道場破りとしては有名であり、去り際に「愛の力に敵は無え」と台詞を残している。伍助だけでなく本間藩の武士たちからも煙たがられている。試合前には必ず口吸いする。「愛力（まなぢから）」というオリジナルの言葉を使っている。
サユキ
定ノ丞の恋人。
定ノ丞のことは「定くん」と呼ぶ。着物を着てはいるが、性格や口調は現代のギャルそのもの。一見すると軽薄で蓮っ葉な印象を与えるが、伍助に倒された定ノ丞を見て取り乱したり、彼が負けてもなお涙しながら愛を囁いたりと、定ノ丞への愛情は確かなものの様子。
甲斐 九郎次郎（かい くろうじろう）
ヤマネコ道場の師範代。
定ノ丞のことを「ジョー」と呼ぶ。顔に縦と横の刀傷がある。千代吉から伍助（伍助はマロによる妨害があった）までを一気に一本で倒すが、良成の前に倒れる。女性には奥手である。ヤマネコ道場一の器量良し。
権田 鉄心（ごんだ てっしん）
ヤマネコ道場の門弟。
隻眼。先鋒として千代吉と戦うが、竹刀を弾かれて床に叩きつけられてめり込む。その後も定ノ丞に踏まれた。
玉（たま）
ヤマネコ道場の門弟。
見上げるほどの大男だが、性格は引っ込み思案であり、戦う時も相手を気遣うような言動を見せる。中堅として良成と対決。指の間に計8本の竹刀を挟むような形で試合をするが、攻撃の際は結局パンチになる（竹刀は当然折れる）。良成の突きで吹き飛ばされてしまう。本名は不明で、「玉」というのは定ノ丞から呼ばれていることからあだ名のようなものと思われる。
唐島 激（からしま ゲキ）
ヤマネコ道場の師範代。
極度の負けず嫌い。羽織の中に仕込んだマタタビの粉による目潰しなど、良成に対し卑怯な手を使って勝とうとするが、横入りしたマロに一撃で吹き飛ばされる。

#### 白馬道場
白石 久寿夫（しらいし くすお）
白馬道場の師範。色黒のイケメン侍。
性格はかなり悪く、うさぎ道場によく喧嘩を吹っ掛ける。弱い者には強気に出るが、自分よりも強い相手にはとたんに態度が小さくなる。迷子になった千代吉を使って人気取りをしようとするなど卑劣な手も惜しまず使う。

#### その他の道場
鏡明新智流の道場主（仮称）
伍助が入門した剣術道場の主。
伍助の筋の良さを褒めて鍛錬させる。しかし伍助に八百長試合を強要して名声と金を手に入れるなど、正体はかなりの俗物。その後、「道場を辞める」と申し出た伍助を門下生を使い力ずくでとどまらせようとするが、分が悪いとみるや伍助に道場を与え残し逃げ出した。その後、また別の剣術道場を開いているようだ。
なお、上記のような手口で金を儲けていたため、門下生も剣の腕は弱い。道場主にいたっては伍助にうさぎ道場の理念を質問してきた青年に負けるほどの弱さ（単行本のおまけ漫画参考）。
ヒグマ道場の道場主（故人）
摂津がまだ志ある青年だった時代、弟子入りしていた道場の主。
面倒見のいい老人で、摂津やおキヨにとっては親同然の存在だった。摂津が試合に負けたことを笑った者を懲らしめるほど摂津のことを気にかけていた。道場破りと戦って重傷を負い、それがもとで亡くなる。

### 幕藩

#### 幕府
浅野（あさの）
伍助の上司。
体面を気にしてか、伍助に何かと文句を付けては「どーん!」と言いながら殴りつける。
伊左衛門（いざえもん）
伍助の同僚。
彫り物代をケチって自力で背中に彫り物をしようとしたが失敗し、今も傷痕が残っている。また、単行本のおまけマンガでは見た目を立派にしようと宇右衛門と二人で互いの頭に月代（さかやき・前髪を中央にかけて半月形に切り落としたもの）を施そうとするも、失敗して大量の血を流して倒れる。
伍助とは反対の事なかれ主義者で彼を諌めた事もあるが、元気のない伍助を半ばからかいながらも励まそうとするなど、決して伍助を軽視している訳ではない。
宇右衛門（うえもん）
伍助の同僚。痩せるために刀で贅肉を切り取ろうとするが失敗し、今も傷痕が残っている。伊左衛門と互いの頭に月代を施そうとして、失敗し、大量の血を流して倒れるも、一応生存。
伊左衛門同様事なかれ主義者だが、彼と一緒に伍助を気に掛けている時があり、やはり伍助の事を軽んじている訳ではない様子。
鰐淵 鉄叉（わにぶち てっさ）
江戸幕府大番頭。
寛大な性格の故に清木とよく問答をしている。志乃の作ったうさぎの面を気に入っており、自らうさぎ道場を応援すると語る。片手で大砲を担げるほどの怪力の持ち主で、登場するたびに並外れた筋力トレーニングを行っている様子がうかがえる。
穂波 彦左衛門（ほなみ ひこざえもん）
穂波の父。
幕府に仕える身でありながら、度々農村に出向いて宴会を開いていたことを幕府に咎められ、監視役を付けられた。建前上、穂波を講武館へ入門させた。

#### 本間家
本間 良成（ほんま りょうせい）
マロの弟。長身の青少年。
年齢16歳、身長約五尺八寸（175cm）。眼鏡をかけている。眉毛の短さ以外はマロと似ていない。志乃には「りょーくん」と呼ばれている。後継ぎでありながら本間家を飛び出したマロを連れ戻すためにうさぎ道場を訪れる。穏便にマロを連れ戻そうとするが、うさぎ道場に残るというマロの想いを汲み、少しでも里心がついてくれればと伍助たちに本間家の道場を稽古用に貸し出す。母の銅像が飾ってある広間で稽古をしている。
後継ぎであるマロばかり目をかけられることにコンプレックスを感じていたが、ヤマネコ道場との対決でマロの心配りに涙する。マロも認めるほどの剣の腕を持つ。なおヤマネコ道場の一件以来、眉毛を隠すように長かった前髪を切り落とし、眉毛を露出するようになる。登場当初は常識人であったが、時折キャラが変わる。
うさぎ道場が講武館に勝ち、時代が明治へと変わったときにはマロとしゃちほこ財閥を興し、成功している。
名前は作者の友人に由来する。
本間 おりう（ほんま おりょう）
マロと良成の母。故人。
マロと顔がとても似ている。生前は二人に「屋根に飾ってあるしゃちほこのように二人仲良く生きなさい」と口癖のように言っていたらしい。死後、彼女の銅像が良成の命によって堂内に建てられたが、現在は兄の心を察した良成の意志によって解体されている。
御前（仮称）
本間家当主。マロと良成の父。
良成と同じく眼鏡をかけ、しゃちほこを象った兜を被っている。かなりの年配。礼儀に厳しく、客人に粗相を働いた家臣に対しては容赦なく木刀で叩きのめす。昔、マロと良成に厳しい鍛錬を行った。

### 流人一行
罪人として島流しにあった者たち。幼い頃からの親友同士であり、同時に侍から士農工商の差別を受けてきた仲でもある。それ故侍を憎み、幕府お抱えである講武館を公の場で屈服させ、侍の地位を失墜させる事を目論む。極刑を免れないほど夥しい数の侍を殺したが、まったく赤の他人の武士を首謀者に仕立て上げることでそれを回避した。全員が武家の出身である。流人達の名前は、全員鳥類に由来している。
スズメ
女流人。
百舌九たちと共に蛇原島から逃げ出してきた。武器は「鎖段平」と呼ばれる、鎖で繋いだ身の丈ほどもある二丁の鉈。太刀筋自体は単純だが、生半可な刀では防ぐ事はできず、刀もろとも斬られてしまう。背中にはもう一組の段平を隠しており、計4回の攻撃を連続で叩きこむことができる。侍だけが帯刀を許されていることに不満を感じている。他の流人と比べると、感情的になりやすい。
大天下御前試合で先鋒としてマロと対決。二組の鎖段平で追い詰めるが、マロの「獄殺本間流剣術新奥義」により、すべての段平を壊されてしまう。しかし、壊された鎖段平の破片でなお戦い続けようとする執念を見せたが「男尊女卑」を持つ侍達がスズメを囃し立てたのをマロが一喝した事で、侍に対する感情が変わったようである。
鶴屋（つるや）
流人。眼鏡をかけた礼儀正しそうな青年。
流人になる前は医者を目指しており、痺れ薬や猛毒を塗った毒針「嘴（くちばし）」を駆使して戦う。また、自分にも痛みを抑えるツボを針で指すことにより、痛みを感じずに戦うことを可能としていた。幼い頃は、人に迷惑をかけることを躊躇う性格。医者を志した理由も痛みが嫌だからである。
大天下御前試合で次鋒として穂波と対決。スズメとは違って侍に対する復讐心は強く、穂波の説得にも全く耳を貸さなかった。穂波にツボのカラクリを破られ、一撃を加えられて倒れたかに見えたが、最後の力で穂波を倒し、次鋒戦で勝利を収めた。穂波敗北時はうさぎ道場に対しても敵意を向けていたが、ウズラ、鳳と試合が進むごとに、徐々にうさぎ道場に対する思いに変化が起こる。最終的には元講武館門弟の穂波とも和解した。
ウズラ
流人。普通の人間の何倍も身長のある巨大な男。
見かけによらず、動きは素早い。スズメを「スズメっち」、鶴屋を「つるやん」と呼ぶ。鶴屋を治すための志乃の心遣いを撥ね退けるなど、侍に対する憎しみは鶴屋に劣らない。柄のない黒刀を使って戦う。また、身体の脂肪を燃やすことで自身から熱を出し、触れた相手を火傷させる。黒刀の柄が無いのは熱が伝わりやすく、切り口からも発熱させることができるからである。また、脂肪を燃やして痩せることで、身軽さも上がる。生まれつきその特異体質を持つがため、生まれてすぐに「気味が悪い」という理由で実の親に捨てられ、後に飛鳥に拾われた過去を持つ。
大天下御前試合で中堅として千代吉と対決。熱を発することで、千代吉が土で造り上げた七菜城を砂に変えて圧倒するが、自らの熱で足場の土も砂に変えてしまい、蟻地獄に落ちてしまう。その後自分を助けようと飛び込んできた千代吉と共に気を失うが、その直前に千代吉の腕を掴んでいた。うさぎ道場の面々に救助され、鰐渕の計らいで引き分けとなった。
鳳（おおとり） / 佐倉 智之進（さくら とものしん）
流人。
背中から肩口にかけて入れ墨がある事を除けば、人当たりの良さそうな好青年に見える。しかし、副将戦で戦う摂津を「ニワトリ野郎」と卑下したりと、侍に対しては容赦のない侮蔑を吐く。武器は鉄傘を使用。柄の先端には飛鳥がくれた碁石を入れた袋がついている。高速移動からの突きが主な攻撃だが、傘を開く事で急停止や方向転換も思いのままである。また、裏返しにすることで相手を突き刺す巨大な槍状の武器にもなる。
農民を騙し、必要以上に年貢を搾り取ってきた父親を傍らで見て育ったため、武士になることをためらっていた。さらに当時信頼していた友人にも裏切られ、その事で激昂した父親から切腹を迫られ家を飛び出す。誰も信用できない性格になり、放浪していたところを飛鳥に拾われる。碁石の賭けで飛鳥にイカサマ勝負を仕掛けたり躍起になっていたが、彼が目が見えず、賭けの結果をすべて自分の言葉で把握していたことを知り、心を入れ替えた。
大天下御前試合で副将として摂津と対決。刀を用いず素手で戦う摂津の姿に、飛鳥の姿が重なり、戸惑いを覚えながら戦っていた。最後は鉄傘の突きを黒札で弾かれた一瞬の隙に、摂津に素手で殴り倒され気絶した。摂津の思いに感嘆し、うさぎ道場や侍への思いを変えた。
百舌九（モズク）
流人。
額に鉢巻をしている。連兵館を襲撃・壊滅させる。「自分たちを捕えた講武館への復讐」を理由に、岩破を脅迫して天下御前試合に連兵館の門弟として出すよう迫る。二刀流である他に足にも刀を仕込んでおり、変幻自在の攻撃を繰り出す。また、その目にも止まらぬスピードは穂波の眼でも追えないほど速く、脚力に置いても伍助に引けを取らない。目的を果たすためなら手段を選ばない。
元々不器用な性格で、飛鳥の家に皆と同棲している間も何かと失敗ばかりしていた。それでも飛鳥を慕い、彼の眼になって共に行動をしていたが、山へ竹取りに出かけた時に飛鳥の転落死を目撃してしまう。足を鍛え足刀を使いこなせるようになったのは「あと少し速く走れていれば、飛鳥を助けられたかもしれない」という彼の想いからであろう。講武館への復讐の真意は飛鳥の仇討ちであった。
大天下御前試合で大将として伍助と対決。圧倒的な力を見せ付け「妻のために戦う」伍助を貶しつけた挙句、陰湿・陰惨極まりない戦法で虐げ、その様に正雪やスズメは怒りを露にした。しかし、最終的には伍助の「妻を思う気持ち」の前に敗れ去る。私怨に捕われていた自らの過ちに気付き、流人としての罪をすべて自ら被ろうとした。現在は他の4人と共に鰐渕に身柄を預かられている。
飛鳥（あすか）
玩具屋を営む盲目の若者。
鳥を彷彿させる仮面を付けている。人を笑わせることが仕事であると言い切り、自分のことよりも常に他人を思いやる心を優先して大事にしている。幼くして家を飛び出した鳳と孤児のウズラの保護者代わりとなっていたことがある。他の流人たちとも長屋で同棲していたが、庶民の身でありながら武家の子供を養う彼の存在は、講武館から見れば目の上のこぶだった。百舌九と山へ竹取りに出かけた際に、講武館の門弟に崖から突き落とされて命を落とす。

### 江戸の町民
おキヨ / 薄雲（うすぐも）
最高位の遊女。
摂津の行きつけの遊里で働いている。貧しい家の五人兄弟の末子で、吉原に身売りされた。摂津とは彼がヒグマ道場の門弟の頃から縁があり、当時は口喧嘩ばかりしていた。摂津が彼女にあげた志乃お手製のお手玉は、今も愛用している。うさぎ道場が講武館に勝ち、時代が明治へと変わったときには摂津と結婚しており、二人で飲み屋を営んでいる。

#### 札差
華屋 加四郎（はなや かしろう）
札差の男性。
年齢23歳、身長約五尺六寸（168cm）。容姿は黒髪のオールバックに眼鏡（二十八羽から髪型が変わっている）。いつもそろばんを弾いている。融資の基準は厳しく、返済しなければ何をするか分からない、ある意味危険な男。越後屋や大名をも凌ぐ天下一の富豪になるのが夢。
江戸中の札差たちの中心となって打ちこわしを起こし、騒動終了後はキクと久々に一緒に食卓を囲んだ。田丸が島流しにされた後はキクと共に筆学所を開き、伍助たちにその講師を頼む。
名前は作者の祖父に由来する。
華屋 キク（はなや キク）
加四郎の娘。
黒髪を小判型の竹細工の飾りが付いた紐で二つくくりにしている。幽霊などは苦手。一人称は「オレ」。性格・容姿・口調など、立派に父親を引き継いでいる。伍助達に借金を返す見込みがあるとし、仕事を紹介する。加四郎が多忙のために一緒に食事をすることがないらしく、橋の上でいつも生米を食べている。父の夢を手助けしたいと日ごろから願っており、田丸の一件の後は生米を食べることはなくなった。母親は詳細不明。

### その他の人物
田丸 広之進（たまる ひろのしん）
浪人。
貧しい子供たちのための筆学所を作ると称し、多くの札差から総額一万両もの大金を借りていた。貯まった借金を踏み倒すため浪人たちを使って騒ぎを起こし、高札場にて札差に借金の帳消しをするよう差し向けた。キクを人質に江戸から逃げようとするが、伍助によって叩きのめされた。その後、札差によって奉行所につきだされ、島流しになった。
かいせつうさぎ
大きく開けた口が吹き出しとして作中の解説時、コミックスの目次に使われている。なお、目つきが悪いのが♂、マツゲがあるのが♀である。

#### 七菜村
加代（かよ）
七菜村に住むナナガミの巫女。
年齢17歳、身長約五尺六寸（167cm）。千代吉は「加代姉」と呼ぶが、実姉ではない。七菜村が衰退し始めた頃から酒浸りな日々を送っている。なな菜を「クソまずい」と評していたが、千代吉を救ったなな菜を忘れられずに、3年をかけてなな菜を元に美味しい酒を作り出した（味見をしている内に酒飲みになった）。うさぎ道場が講武館に勝ち、時代が明治へと変わったときには千代吉となな菜酒造を営んでいる。
村長（仮称）
七菜村の村長。
伍助が間違えて刀で切った事を根に持つ、割と引きずる人物。なな菜は美味しいと村民をだましていたのが露呈し、村人から制裁された。
ヤマネコ道場との果たし合いの際も村総出で千代吉の応援に駆けつけていたが、その時は裸で天井からつりさげられるという哀れな格好だった。その後は段々と痩せ、ついには縄から抜けてしまい新しい村長と名乗った。

#### 刀鍛冶
清比人（きよひと）
穂波の知り合いの刀鍛冶。
剣の生成に力を注ぐため、とてつもなく太い竹（超宗竹）が生い茂る竹林の奥に住んでいる。初対面の伍助たちの剣の腕前を、一瞬で量るほどの目利き。また、斬った紙切れの切り口で刀を切り裂くなど、刀匠としての腕は並外れている。「どんな駄武士でも、自分の刀を持てば数段強くなれる」と自負する。大切なことは、刀を充分に使いこなしてくれる事だと言う。自宅の屋根には若いころの失敗作の刀がたくさん刺さっている。常に新鮮な気持ちで仕事をするために、一仕事終えると住処を仕事道具ごと燃やして新しい住処に移る。
権太（ごんた）
清比人の一番弟子。
千次（せんじ）
清比人の二番弟子。

## 用語

### 道場
うさぎ道場
伍助が師範を務める道場。
身分に関係なく真に剣術を愛する者が集うことを目標にしている。
うさぎ流剣術
ウサギ道場の流派。自身の持っている強い跳躍力を活用し、それを力に置き換えた剣術。
志乃がうさぎの事を「月に辿りつく為に頑張っている動物」だと考えており、その事が伍助が自分の流派を「うさぎ流」と名付けるきっかけになった。
講武館
清木が師範を務める道場。幕府と関係が深い。
講武館の門弟たちは菅谷ほどではないものの、皆「素行を正す」という名目の下何人であっても無慈悲に切り捨てる精神をもっているらしい。
連兵館
岩破が師範を務める道場。
ヤマネコ道場
阿倍が師範を務める道場。
阿部は本当は犬好きで、「ヤマネコ道場」はサユキのために建てたらしい
白石道場
白石が師範を務める道場。
門弟たちは皆イケメン揃いで、不細工な門弟は何の落ち度がなくても追放される。迷子になった千代吉を使って人気取りをしようとするなど卑劣な手も惜しまず使う。
門弟たちは互いを「親友」と呼び合っているが、内心では蔑み合っている。卑怯な手を使ったため大天下御前試合では3位だったのにもかかわらず2回戦への出場は取り下げられた。

### その他
志乃が創作したうさぎ（仮称）
作中において、志乃が内職で作っているお面の為にデザインしたうさぎ。一般のウサギのイメージとはデザインが異なり耳が垂れている。
うさぎ道場の看板のオブジェやうさぎ流のマークにもなっている。こうした意匠以外にも想像上の動物として登場するが、ストーリーに絡む事はなく、各話の表紙のイラストなどに現れる。当初、伍助の目にはウサギには見えなかったが、志乃にとってはこれがウサギのイメージなのである。志乃は物語の初期には一般的な耳の立ったうさぎや猫などの面も作っており、物語が進んでからも必要に応じて耳の立ったうさぎの面を作っている。なお、イメージ的な鳴き声は「ぶもー」。
本間家
志奈乃藩（七万五千石）の大名。藩主はマロの父親。
「算盤・習字は二の次、武士の本分はやはり武芸。故に一日も稽古を休む事はまかりならん」というならわしを持つ。
七菜村
江戸の外れの貧しい農村。千代吉の出身地。
なな菜
七菜村の名物。普通に食すると不味いが、後に酒の原料として用いられる。
羅漢組
「硬派」と低価格がウリの鳶職。うさぎ道場の改築を請け負った。「無口」と「不器用」を気取っている為、杜撰で方向性がおかしい工事をしてしまっていたが、伍助の志を知ってからは、見違える様に良い仕事をする様になった。

## 編集者
- 吉田幸司：第1話（2007年○○月）[7] - 最終話（2008年5月）[8]

## 書誌情報
- 福島鉄平『サムライうさぎ』集英社〈ジャンプ・コミックス〉全8巻
  1. 2007年7月4日第1刷発行、ISBN 978-4-08-874389-9
  2. 2007年10月4日第1刷発行、ISBN 978-4-08-874454-4
  3. 2007年12月4日第1刷発行、ISBN 978-4-08-874456-8
  4. 2008年2月4日第1刷発行、ISBN 978-4-08-874480-3
  5. 2008年4月4日第1刷発行、ISBN 978-4-08-874502-2
  6. 2008年7月4日第1刷発行、ISBN 978-4-08-874530-5
  7. 2008年9月4日第1刷発行、ISBN 978-4-08-874555-8
  8. 2008年11月4日第1刷発行、ISBN 978-4-08-874578-7